# Pfaffendorf (Gemeinde Neumarkt)
Pfaffendorf ist eine Ortschaft in der Marktgemeinde Neumarkt im Mühlkreis in Oberösterreich.
Die Rotte befindet sich südlich von Neumarkt im Tal der Kleinen Gusen und besteht aus einigen Vierkanthöfen in idyllischer Lage und einer kleinen Wochenendhaussiedlung. Am 1. Jänner 2024 zählte Pfaffendorf 38 Bewohner.